# 돌비 서라운드 7.1
돌비 서라운드 7.1(영어: Dolby Surround 7.1)는 돌비 래버러토리스가 개발한 극장의 7.1 서라운드 사운드 시스템이다. 이 시스템이 처음으로 적용된 영화는 2010년 영화 《토이 스토리 3》이다. 오늘날 전 세계 대부분의 극장이 여전히 주로 돌비 디지털로 공개되고 있으며, 거의 모든 영화는 영화 크레딧에 언급하지 않고 기본적으로 돌비 서라운드 7.1에 믹싱된다.

## 같이 보기
- 돌비 디지털
- 7.1 서라운드 사운드